# Marea de iarbă
Marea de iarbă (titlul original: în engleză The Sea of Grass) este un film dramatic american, realizat în 1947 de regizorul Elia Kazan, după romanul omonim a scriitorului Conrad Richter, protagoniști fiind actorii Katharine Hepburn, Spencer Tracy, Robert Walker, Melvyn Douglas.

## Rezumat
Soarta unui cuplu la sfârșitul secolului al XIX-lea: Jim, bogatul și despoticul „stăpân al preriei” și Lutie, o tânără sensibilă din Saint Louis, copleșită de o viață singuratică și aspră pe un imens ranch. Se duce o luptă între Jim, adeptul pășunatului liber și fermierii care vor să are și să cultive grâu. Dar există și conflictul dintre un bărbat care cunoaște viața și soția sa, altruistă generoasă, dar fără experiență. Acest conflict agravat de un adulter, va duce la o ruptură între Jim și Lutie. Adulterul plătit din plin de soția „stăpânului preriei”, care alege să plece singură, sacrificându-se pentru fericirea celor doi copii ai ei, de care nu ar fi dorit să se despartă. Cuplul nu s-a mai întâlnit decât după douăzeci de ani, la moartea tragică a fiului, Brock...

## Distribuție
- Katharine Hepburn – Lutie Cameron Brewton
- Spencer Tracy – colonel James B. „Jim” Brewton
- Robert Walker – Brock Brewton
- Melvyn Douglas – Brice Chamberlain
- Phyllis Thaxter – Sara Beth Brewton
- Edgar Buchanan – Jeff
- Harry Carey – „Doc” J. Reid
- Ruth Nelson – Selina Hall
- William 'Bill' Phillips – Banty
- Robert Armstrong – Floyd McCurtin
- James Bell – Sam Hall
- Charles Trowbridge – George Cameron
- Russell Hicks – maiorul Harney
- Robert H. Barrat – judecătorul Seth White
- Trevor Bardette – Andy Boggs
- Nora Cecil – infirmiera
- Marietta Canty – Rachael (nemenționat)
- Joseph Crehan – senatorul Grew (nemenționat)
- John Hamilton – Forrest Hamilton (nemenționat)
- Paul Langton – doctorul tânăr (nemenționat)
- Charles Middleton – Charley (nemenționat)
- George Reed – unchiul Nat (nemenționat)
- Wyndham Standing – un jucător(nemenționat)
- Dorothy Vaughan – doamna Hodges (nemenționat)